# Kamil Mihola
Kamil Mihola (* 11. ledna 1972) je bývalý český fotbalista.

## Fotbalová kariéra
V české lize hrál za FC Baník Ostrava. Nastoupil v 1 utkání. Ve druhé lize hrál za FK Ústí nad Labem, nastoupil ve 3 utkáních a dal 1 gól.

## Ligová bilance
| Ročník                          | Zápasy | Góly | Klub             |
| ------------------------------- | ------ | ---- | ---------------- |
| 1. česká fotbalová liga 1993/94 | 1      | 0    | FC Baník Ostrava |
| CELKEM                          | 1      | 0    |                  |